# 暴徒小鎮
《暴徒小鎮》（英語：Mob Town）是一部2019年的美國犯罪電影，由丹尼·A·阿貝克愷撒執導，主演是大衛·艾奎特、潔美-琳·辛格勒、珍妮弗·艾斯波西多、尼克·科德羅、勞勃·戴維和阿貝克愷撒。

## 劇情
改編自真實故事，講述一名紐約州警察調查位於紐約州阿巴拉欽小镇裡的一個高調的黑幫會議，名為阿巴拉欽會議。

## 演員
- 大衛·艾奎特 飾 Sgt. Ed Croswell
- 珍妮弗·艾斯波西多 飾 Natalie Passatino
- 潔美-琳·辛格勒 飾 Josephine Barbara
- 尼克·科德羅（英语：Nick Cordero） 飾 文森特·吉根迪（Vincent Gigante）
- 勞勃·戴維 飾 維多·吉諾維斯（Vito Genovese）
- P·J·拜恩 飾 Vincent Vasisko
- Gino Cafarelli 飾 Carmine Galante
- 丹尼·A·阿貝克愷撒（英语：Danny A. Abeckaser） 飾 Joe Barbara

## 外部連結
- 互联网电影数据库（IMDb）上《暴徒小鎮》的资料（英文）
- 爛番茄上《暴徒小鎮》的資料（英文）